# Ciclismo nos Jogos Pan-Americanos de 2019 - Corrida em estrada masculina
A competição da corrida em estrada masculino foi um dos eventos do ciclismo nos Jogos Pan-Americanos de 2019, em Lima. Foi disputada em onze voltas nas ruas do Circuito San Miguel no dia 10 de agosto.

## Calendário
Horário local (UTC-5).
| Data         | Horário | Fase  |
| ------------ | ------- | ----- |
| 10 de agosto | 13:00   | Final |

## Medalhistas
| Ouro   | ARG Maximiliano Richeze |
| Prata  | MEX Ignacio Juárez      |
| Bronze | COL Bryan Peñaloza      |

## Resultados
| Colocação         | Ciclista              | Nacionalidade                | Tempo   |
| ----------------- | --------------------- | ---------------------------- | ------- |
| Medalha de ouro   | Maximiliano Richeze   | ARG Argentina                | 4:06:28 |
| Medalha de prata  | Ignacio Juárez        | MEX México                   | 4:06:28 |
| Medalha de bronze | Bryan Peñaloza        | COL Colômbia                 | 4:06:28 |
| 4                 | Christofer Jurado     | PAN Panamá                   | 4:06:28 |
| 5                 | Jhonnatan Prado       | ECU Equador                  | 4:06:28 |
| 6                 | Alonso Zuñiga         | PER Peru                     | 4:06:29 |
| 7                 | José Aguilar          | CHI Chile                    | 4:06:29 |
| 8                 | Manuel Ochoa          | GUA Guatemala                | 4:06:47 |
| 9                 | Tomas Contte          | ARG Argentina                | 4:07:15 |
| 10                | Alain Colque          | PER Peru                     | 4:07:21 |
| 11                | Orluis Sanabria       | VEN Venezuela                | 4:08:13 |
| 12                | Juan Arango Carvajal  | COL Colômbia                 | 4:08:23 |
| 13                | Yans Carlos Pérez     | CUB Cuba                     | 4:08:37 |
| 14                | Pablo Mudarra         | CRC Costa Rica               | 4:09:02 |
| 15                | José Infante          | MEX México                   | 4:09:02 |
| 16                | Pablo Cares           | CHI Chile                    | 4:09:03 |
| 17                | Dorian Monterroso     | GUA Guatemala                | 4:09:03 |
| 18                | Brayan Vegara         | COL Colômbia                 | 4:09:03 |
| 19                | Bayron de la Cruz     | ECU Equador                  | 4:09:03 |
| 20                | Royner Calle          | PER Peru                     | 4:09:03 |
| 21                | Luis Nolasco          | HON Honduras                 | 4:09:03 |
| 22                | Jimmy Montenegro      | ECU Equador                  | 4:09:05 |
| 23                | Jefferson Ortíz       | ECU Equador                  | 4:09:06 |
| 24                | Pablo Zunino          | URU Uruguai                  | 4:09:18 |
| 25                | Ivan Balbuena         | MEX México                   | 4:09:18 |
| 26                | André Zenteno         | PER Peru                     | 4:09:19 |
| 27                | Rodrigo do Nascimento | BRA Brasil                   | 4:09:19 |
| 28                | Brandon Vargas        | COL Colômbia                 | 4:09:20 |
| 29                | Jhonathan Paz         | GUA Guatemala                | 4:09:20 |
| 30                | Wellinton Capellán    | DOM República Dominicana     | 4:09:21 |
| 31                | Geovanny García       | DOM República Dominicana     | 4:09:26 |
| 32                | René Braun            | MEX México                   | 4:09:26 |
| 33                | Pedro Torres          | CUB Cuba                     | 4:09:26 |
| 34                | Germán Pérez          | ARG Argentina                | 4:09:27 |
| 35                | Felipe Peñaloza       | CHI Chile                    | 4:09:50 |
| 36                | Diego Geldrez         | CHI Chile                    | 4:09:50 |
| 37                | Hidalgo Hernández     | CUB Cuba                     | 4:30:19 |
| -                 | Magno Nazaret         | BRA Brasil                   | DNF     |
| -                 | Ralph Petsindis       | VEN Venezuela                | DNF     |
| -                 | Akil Campbell         | TTO Trinidad e Tobago        | DNF     |
| -                 | Tyler Coe             | TTO Trinidad e Tobago        | DNF     |
| -                 | Hillard Cinjtje       | ARU Aruba                    | DNF     |
| -                 | Junior Aguilera       | DOM República Dominicana     | DNF     |
| -                 | Máximo Rojas          | VEN Venezuela                | DNF     |
| -                 | Kemp Orosco           | TTO Trinidad e Tobago        | DNF     |
| -                 | Ruben Ramos           | ARG Argentina                | DNF     |
| -                 | Frank del Sol         | CUB Cuba                     | DNF     |
| -                 | Clever Moros          | VEN Venezuela                | DNF     |
| -                 | Trevor Staton Bailey  | VIN São Vicente e Granadinas | DNF     |
| -                 | Jovian Gomez          | TTO Trinidad e Tobago        | DNF     |

Legenda
| Recorde mundial                  | Recorde mundial (World record)               |                       | Recorde africano                      | Recorde africano (African) |                                           | Q | Classificado por posição (Qualified) |
| Recorde dos Jogos Pan-Americanos | Recorde pan-americano (Pan-American record)  | Recorde da América    | Recorde da América (Americas)         | q                          | Classificado por melhor tempo (Qualified) |   |                                      |
| Melhor marca do ano              | Melhor marca do ano (World leading)          | Recorde asiático      | Recorde asiático (Asian)              | DNS                        | Não largou (Did not start)                |   |                                      |
| Recorde nacional                 | Recorde nacional (National record)           | Recorde europeu       | Recorde europeu (European)            | DNF                        | Não terminou (Did not finish)             |   |                                      |
| Recorde pessoal                  | Recorde pessoal do atleta (Personal best)    | Recorde da Oceania    | Recorde da Oceania (Oceania)          | DSQ / DQ                   | Desclassificado (Disqualified)            |   |                                      |
| Recorde da temporada             | Recorde da temporada do atleta (Season best) | Recorde sul-americano | Recorde sul-americano (South America) | NM                         | Sem marca (No mark)                       |   |                                      |